# Constel·lació de la Coloma
Coloma (Columba) és una petita constel·lació al sud de Canis Major i de Lepus, fou separada de la constel·lació Canis Major per part de Petrus Plancius l'any 1592.

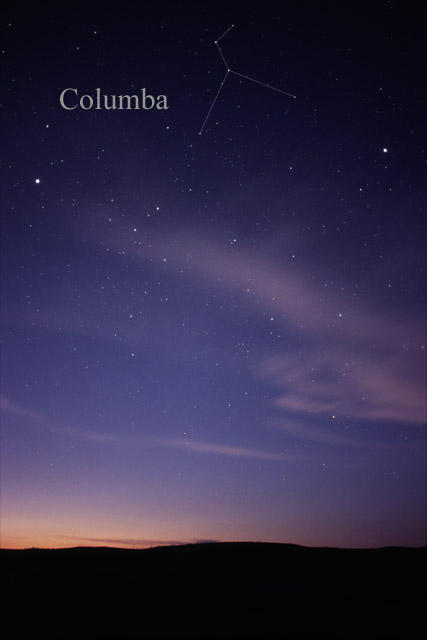
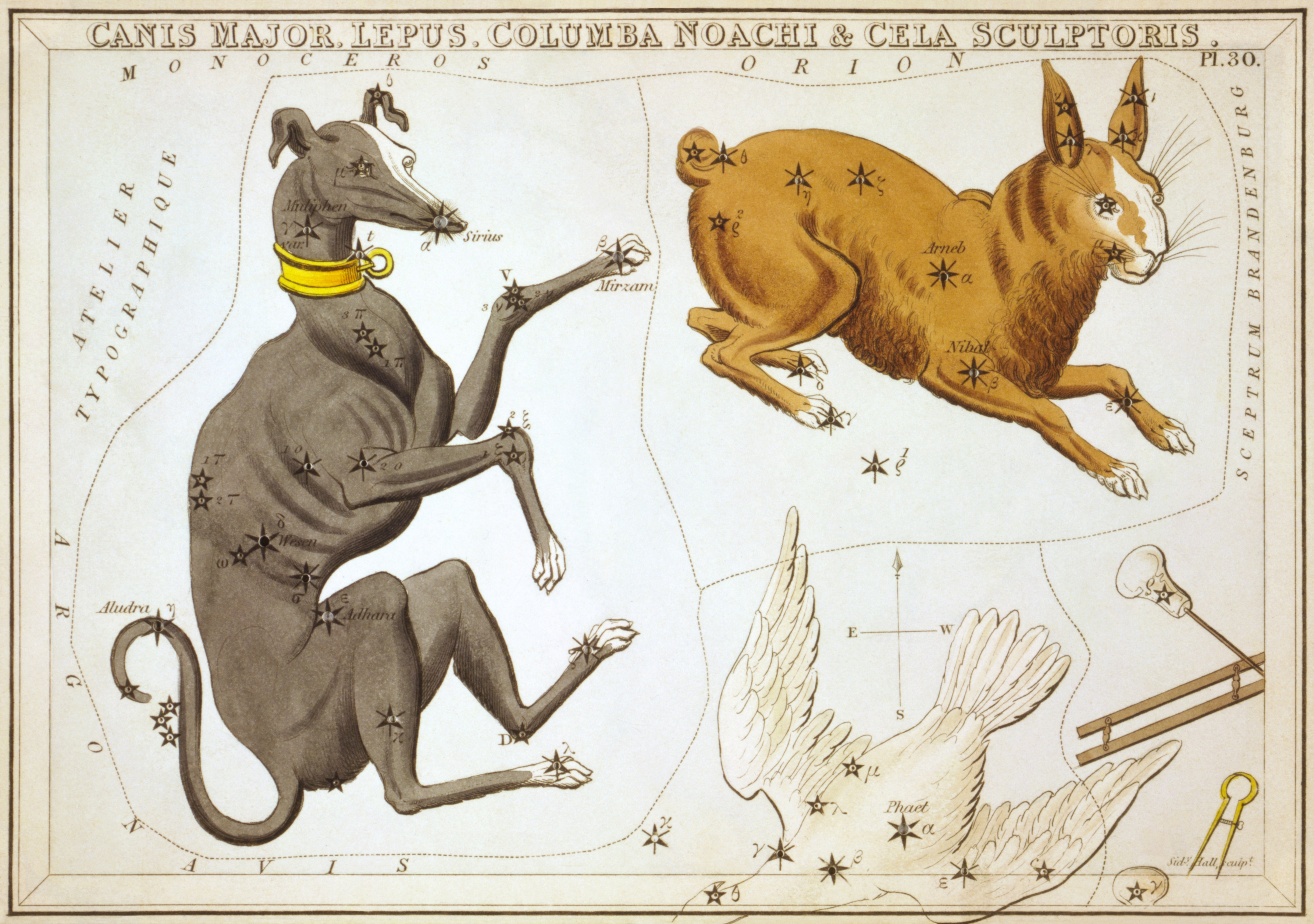

## Mitologia
Com que aquesta constel·lació fou creada en el segle xvii amb parts llevades a constel·lacions més antigues, no hi ha mitologia associada a aquesta constel·lació com una entitat separada.
A les Illes de la Societat, l’estrella Alfa Columbae (amb el nom llatí de Phact) era coneguda amb el nom de Ana-iva.

## Fets notables
El seu estel més brillant és Phact, que vol dir "colom", i té una magnitud aparent de 2,64, i és del tipus espectral B7, està situada a 180 anys llum del Sol. El seu estel β Col és Wazn, que vol dir "pes", és d'una magnitud aparent 3,12, i tipus espectral K2. L'estel gamma és de magnitud aparent 4,36 i tipus espectral B2. A Columba, entre altres objectes interessants, hi ha el cúmul globular NGC 1851.

### Observació
Les estrelles de la constel·lació són de baixa magnitud. Algunes obres indiquen la seva visibilitat amn binocles.

## Història
- Cap al segle tercer aC, Aratos escrigué un poema astronòmic (Phainomena) que parlava d’estrelles poc lluminoses situades a la posició actual de la constel·lacio de Coloma. Sense esmentar cap nom.[11][12][13]
- Claudi Ptolemeu, en la seva obra Almagest, parlava de 48 constel·lacions. La constel·lació de la Coloma no figurava entre aquestes.[14]
- 1592. Petrus Plancius. Columba Noachi.[15][16]
- 1592. Frederick de Houtman esmentava la constel·lació de la Coloma com "De Duyve med den Olijftack" (= "the dove with the olive branch"= la coloma amb la branca d'olivera).[17][18]
- 1603. Uranometria de Johann Bayer. Esmenta la constel·lació com a Columba Noachi.[19][20]
- 1624. Jacob Bartsch esmentà la constel·lació de la Coloma com a Columba Nohae a la seva obra Usus Astronomicus.[21][22]
- 1679. Edmond Halley esmentava Columba en la seva obra Catalogus Stellarum Australium a partir d'observacions des de l’illa de Santa Helena.[23][24]
- 1679. Augustin Royer.[25][26] Cartes Du Ciel Réduites En Quatre Tables.[27]
- c1690. Johannes Hevelius. Prodromus Astronomiae, exhibens fundamenta, quae tam ad novum plane & correctiorem stellarum fixarum catalogum construendum.[28][29]
- 1712/1725. L'obra Historia Coelestis Britannica,[30] de Flamsteed, mostrava la constel·lació de la Coloma sense esmentar-la.[31]
- 1757 o 1763. Lacaille esmentà la constel·lació i va catalogar les seves estrelles.[32]
- 1824. Urania's Mirror.[33]
  - La publicació i venda de 32 mapes del cel presentats en una capsa resulta prou interessant.[34]
  - Cada constel·lació, a més de representada en un gravat, podia "endevinar-se" mitjançant una sèrie de forats incorporats a la carta o mapa del cel corresponent.
- 1889. Richard H. Allen.[35]
- 2001. Basant-se en la llegenda del colom dels argonautes[36] Ridpath i Tirion proposaren un possible origen del nom de la constel·lació.